# Nati il 10 dicembre
| Questa pagina contiene informazioni ricavate automaticamente dalle voci biografiche con l'ausilio del template Bio e di un bot. L'aggiornamento è periodico e automatico e ricostruisce completamente la pagina. Se manca una persona in questa lista, sei pregato di non aggiungerla, ma accertati piuttosto che la sua voce biografica contenga il template Bio e che i dati anagrafici siano correttamente compilati. Se il template Bio manca, inseriscilo tu stesso o, in alternativa, metti l'avviso {{tmp\|Bio}} che ne segnala la mancanza. Se i dati riportati sono sbagliati, correggi direttamente la voce biografica; le modifiche saranno visibili in questa lista entro pochi giorni. Per chiarimenti vedi il progetto biografie. La lista contiene solo le 1.053 persone che sono citate nell'enciclopedia e per le quali è stato implementato correttamente il template Bio. Pagina aggiornata al 17 ago 2025. |

## XIII secolo(1)
- 1230 - Maria de Cervellòn, religiosa spagnola († 1290)

## XV secolo(5)
- 1445 - Alessandro Braccesi, umanista e diplomatico italiano († 1503)
- 1472 - Anne de Mowbray, VIII contessa di Norfolk, nobile britannica († 1481)
- 1475 - Cesare Cesariano, pittore e architetto italiano († 1543)
- 1483 - Tommaso Badia, cardinale italiano († 1547)
- 1489 - Gaston de Foix-Nemours, nobile francese († 1512)

## XVI secolo(7)
- 1501 - Pier Francesco Riccio, funzionario, letterato e presbitero italiano († 1564)
- 1531 - Enrico IX di Waldeck, nobile tedesco († 1577)
- 1537 - Francisco Arias de Bobadilla, militare e nobile spagnolo († 1610)
- 1538 - Battista Guarini, drammaturgo, scrittore e poeta italiano († 1612)
- 1558 - Vittoria Colonna de Cabrera, nobile italiana († 1633)
- 1588 - Johann von Aldringen, generale († 1634)
- 1588 - Isaac Beeckman, fisico, filosofo e medico olandese († 1637)

## XVII secolo(21)
- 1610 - Adriaen van Ostade, pittore e incisore olandese († 1685)
- 1611 - Veronica Cybo-Malaspina, nobildonna italiana († 1691)
- 1625 - Melchior Barthel, scultore tedesco († 1672)
- 1627 - Franz Eusebius von Pötting, nobile, diplomatico e politico austriaco († 1678)
- 1631 - Jean-Baptiste de Champaigne, pittore e decoratore francese († 1681)
- 1631 - Francesco Lana de Terzi, gesuita, matematico e naturalista italiano († 1687)
- 1637 - Jacques-René Brisay de Denonville, militare e funzionario francese († 1710)
- 1650 - Theophilus Hastings, VII conte di Huntingdon, politico inglese († 1701)
- 1652 - Marcantonio Chiarini, pittore italiano († 1730)
- 1652 - Federico di Schleswig-Holstein-Sonderburg-Augustenburg, nobiluomo tedesco († 1692)
- 1654 - Giovan Gioseffo Dal Sole, pittore e incisore italiano († 1719)
- 1656 - Charles-Albert II Le Moyne de Longueil, militare e politico francese († 1729)
- 1660 - Giuseppe Olgiati, vescovo cattolico italiano († 1736)
- 1662 - Mariano Armellini, abate e letterato italiano († 1737)
- 1662 - Alessandro Knips Macoppe, medico italiano († 1744)
- 1666 - Annibale Maffei, generale e diplomatico italiano († 1735)
- 1671 - Giuliano Colonna di Stigliano, I principe di Sonnino, nobile italiano († 1732)
- 1678 - Claude-Thomas Dupuy, avvocato e funzionario francese († 1738)
- 1691 - Decio Frascadore, pittore italiano († 1772)
- 1694 - Vittorio Francesco, marchese di Susa, nobile italiano († 1762)
- 1698 - Giovanni Ferrini, cembalaro italiano († 1758)

## XVIII secolo(42)
- 1701 - Giovanni Degli Agostini, scrittore, bibliotecario e francescano italiano († 1755)
- 1708 - Giovanni Maria Giuseppe Bicetti, letterato, poeta e medico italiano († 1778)
- 1710 - Renato III Borromeo Arese, nobile e naturalista italiano († 1778)
- 1717 - Maximilian Christof von Rodt, vescovo cattolico tedesco († 1800)
- 1724 - Giacomo Maria Brignole, doge († 1801)
- 1725 - Pietro Angelo Stefani, presbitero e letterato italiano († 1810)
- 1731 - Pierre-Élisabeth de Fontanieu, funzionario francese († 1784)
- 1736 - Elijah Clarke, generale statunitense († 1799)
- 1741 - Ireneo Affò, storico dell'arte, letterato e numismatico italiano († 1797)
- 1741 - Aagje Deken, scrittrice olandese († 1804)
- 1745 - Thomas Holcroft, drammaturgo e scrittore inglese († 1809)
- 1748 - Giovanni Barberi, giurista italiano († 1821)
- 1748 - Christoph Friederich Bretzner, scrittore tedesco († 1807)
- 1748 - Giovanni Battista Giovio, nobile e letterato italiano († 1814)
- 1749 - Girolamo Grossi, monaco cristiano e architetto svizzero († 1809)
- 1751 - George Shaw, botanico e zoologo inglese († 1813)
- 1755 - Joseph Aude, drammaturgo e poeta francese († 1841)
- 1756 - Federico Francesco I di Meclemburgo-Schwerin, sovrano tedesco († 1837)
- 1757 - Pietro Carlo Antonio Ciani, vescovo cattolico italiano († 1825)
- 1765 - Jean Gabriel Marchand, generale francese († 1851)
- 1766 - Samuel Frederick Gray, botanico britannico († 1828)
- 1773 - Antonia Campi, soprano polacco († 1822)
- 1774 - Gerolamo Montani, militare e politico italiano († 1849)
- 1775 - Giacomo Filippo Fransoni, cardinale e arcivescovo cattolico italiano († 1856)
- 1775 - Giuseppe Maria Roberti di Castelvero, politico e militare italiano († 1844)
- 1776 - José Joaquín Fernández de Lizardi, giornalista e scrittore messicano († 1827)
- 1776 - Maria Leopoldina d'Austria-Este, nobile austriaca († 1848)
- 1778 - Antonio Francesco Orioli, cardinale e vescovo cattolico italiano († 1852)
- 1782 - Charles Nicolas Fabvier, ambasciatore e generale francese († 1855)
- 1786 - William Schley, politico e imprenditore statunitense († 1858)
- 1787 - Thomas Hopkins Gallaudet, educatore statunitense († 1851)
- 1787 - Filippo Magawly Cerati, politico irlandese († 1835)
- 1789 - Antonio Salvotti, magistrato austriaco († 1866)
- 1790 - Jakob Philipp Fallmerayer, viaggiatore, giornalista e politico austro-ungarico († 1861)
- 1791 - Friedrich von Gärtner, architetto tedesco († 1847)
- 1795 - Matthias William Baldwin, imprenditore statunitense († 1866)
- 1795 - Anton von Prokesch-Osten, diplomatico, politico e numismatico austriaco († 1876)
- 1797 - Leonardo Dorotea, patriota, medico e naturalista italiano († 1865)
- 1797 - Raffaele Fidanza, pittore italiano († 1846)
- 1798 - August Graf von Degenfeld-Schonburg, generale austriaco († 1876)
- 1799 - Claudio Seyssel d'Aix e Sommariva, generale italiano († 1862)
- 1800 - Eugène Durieu, fotografo francese († 1874)

## XIX secolo(159)
- 1802 - Giuseppe Capparozzo, poeta e religioso italiano († 1848)
- 1804 - Carl Jacobi, matematico e docente tedesco († 1851)
- 1805 - Karl Ferdinand Sohn, pittore e docente tedesco († 1867)
- 1807 - Gavino Nino, presbitero e politico italiano († 1886)
- 1810 - Abraham K. Allison, politico statunitense († 1893)
- 1810 - Pietro Cipriani, politico e medico italiano († 1887)
- 1811 - Ambrogio Longoni, politico e militare italiano († 1890)
- 1811 - Antonino Plutino, politico, patriota e militare italiano († 1872)
- 1813 - Serafino Capezzuoli, medico italiano († 1888)
- 1813 - Errico Petrella, compositore italiano († 1877)
- 1814 - Gustave Cler, generale e scrittore francese († 1859)
- 1814 - Giovanni Maria Teloni, religioso italiano
- 1814 - Gian Paolo Tolomei, giurista e politico italiano († 1893)
- 1815 - Ada Lovelace, nobildonna e matematica britannica († 1852)
- 1818 - František Ladislav Rieger, patriota ceco († 1903)
- 1819 - Felice Orsini, scrittore e rivoluzionario italiano († 1858)
- 1821 - Jean-Baptiste Frener, incisore, disegnatore e numismatico svizzero († 1892)
- 1821 - Nikolaj Alekseevič Nekrasov, poeta russo († 1878)
- 1822 - César Franck, compositore e organista belga († 1890)
- 1823 - Theodor Kirchner, pianista e compositore tedesco († 1903)
- 1824 - Aasta Hansteen, pittrice, scrittrice e attivista norvegese († 1908)
- 1824 - George MacDonald, scrittore e poeta scozzese († 1905)
- 1824 - Theodor Thierfelder, medico e docente tedesco († 1904)
- 1825 - Teresio Bocca, generale, filantropo e politico italiano († 1897)
- 1825 - Luigi Solidati Tiburzi, politico italiano († 1889)
- 1826 - Franz Susemihl, filologo classico tedesco († 1901)
- 1827 - Jacques-Marie-Louis Monsabré, presbitero francese († 1907)
- 1827 - Luigi Maria Palazzolo, presbitero italiano († 1886)
- 1828 - Costantino Luppi, numismatico italiano († 1898)
- 1829 - Aleksandr Stepanovič Kaminskij, architetto russo († 1897)
- 1830 - Emily Dickinson, poetessa statunitense († 1886)
- 1830 - Yrjö Koskinen, docente, storico e politico finlandese († 1903)
- 1833 - Edith Rawdon-Hastings, X contessa di Loudoun, scrittrice scozzese († 1874)
- 1833 - Joseph Taylor, cantante inglese († 1910)
- 1838 - Isaia Luigi Agazzi, patriota e militare italiano († 1917)
- 1838 - Aristide Salvatori, patriota e giornalista italiano († 1909)
- 1841 - Joseph Blackburne, scacchista britannico († 1924)
- 1841 - Eduardo Dalbono, pittore e museologo italiano († 1915)
- 1843 - Nadežda Michajlovna Juneva, nobildonna russa († 1908)
- 1844 - Gaetano Sbodio, attore teatrale e drammaturgo italiano († 1920)
- 1845 - Wilhelm von Bode, storico dell'arte tedesco († 1929)
- 1847 - Andrea Landini, pittore italiano († 1935)
- 1847 - Carlo Romussi, avvocato, giornalista e politico italiano († 1913)
- 1848 - John Wodehouse, II conte di Kimberley, nobile e politico inglese († 1932)
- 1849 - Louis Glineur, arciere belga
- 1849 - Prosper-Mathieu Henry, ottico e astronomo francese († 1903)
- 1850 - Gustav Hinrichs, direttore d'orchestra e compositore statunitense († 1942)
- 1851 - Melvil Dewey, bibliotecario statunitense († 1931)
- 1851 - Joseph C. J. Wainwright, compositore di scacchi statunitense († 1921)
- 1852 - Felix Graf von Bothmer, generale tedesco († 1937)
- 1852 - Henri Gervex, pittore francese († 1929)
- 1852 - Antonino Paternò Castello, marchese di San Giuliano, politico e diplomatico italiano († 1914)
- 1852 - Bir Shamsher Jang Bahadur Rana, politico nepalese († 1901)
- 1854 - Thomas Cooper Gotch, pittore e illustratore inglese († 1931)
- 1855 - Henri-Adolphe-Auguste Deglane, architetto francese († 1931)
- 1855 - Henry Nicholas Ridley, botanico e biologo inglese († 1956)
- 1855 - August Spies, anarchico statunitense († 1887)
- 1857 - Agostino Natale Luci, fotografo e pittore italiano († 1937)
- 1858 - Edward Bradford, ammiraglio britannico († 1935)
- 1859 - Peder Mørk Mønsted, pittore danese († 1941)
- 1859 - Antonio Restori, filologo e critico letterario italiano († 1928)
- 1860 - Margaret Maltby, fisica statunitense († 1944)
- 1861 - Daisy Greville, contessa di Warwick, nobildonna inglese († 1938)
- 1861 - Karl Groos, psicologo tedesco († 1946)
- 1861 - Max Ringelmann, agronomo e psicologo francese († 1931)
- 1861 - Elisabeth von Heyking, scrittrice tedesca († 1925)
- 1862 - Luigi Saraceni, avvocato e politico italiano († 1929)
- 1863 - Maurice Hennequin, commediografo e librettista belga († 1926)
- 1864 - Marius Gabriel Cazemajou, militare e esploratore francese († 1898)
- 1864 - Oreste De Gaspari, generale italiano († 1933)
- 1864 - Eugène Delâtre, incisore e pittore francese († 1938)
- 1864 - Giosuè Gallucci, criminale italiano († 1915)
- 1864 - Carl Hellström, velista svedese († 1962)
- 1864 - William Pimm, tiratore a segno britannico († 1952)
- 1865 - Theodor Renner, generale tedesco († 1950)
- 1866 - Louis Bolk, anatomista olandese († 1930)
- 1866 - Louise De Hem, pittrice belga († 1922)
- 1866 - Dušan Makovický, attivista slovacco († 1921)
- 1866 - Jósef Leopold Toeplitz, banchiere polacco († 1938)
- 1866 - Karl Maria Wiligut, esoterista austriaco († 1946)
- 1867 - Wilberforce Eaves, tennista britannico († 1920)
- 1867 - Sabatino Lopez, drammaturgo, critico letterario e scrittore italiano († 1951)
- 1867 - Umberto Ongania, pittore italiano († 1942)
- 1867 - Ker-Xavier Roussel, pittore francese († 1944)
- 1867 - Carmen de Burgos, scrittrice, giornalista e traduttrice spagnola († 1932)
- 1868 - Alberto Pelloux, mineralogista italiano († 1948)
- 1869 - Francisco Henríquez de Zubiría, tiratore di fune colombiano († 1933)
- 1870 - Adolf Loos, architetto cecoslovacco († 1933)
- 1870 - Pierre Louÿs, poeta e scrittore francese († 1925)
- 1871 - Fortunat-Henri Caumont, vescovo cattolico francese († 1930)
- 1872 - Ludwig Klages, filosofo tedesco († 1956)
- 1872 - William Lindsay, calciatore inglese († 1933)
- 1874 - Walter Guyton Cady, fisico e ingegnere statunitense († 1974)
- 1875 - Guido Milanesi, scrittore e militare italiano († 1956)
- 1878 - Enrico Brusoni, ciclista su strada e pistard italiano († 1949)
- 1878 - Alberto Cristofori, ingegnere italiano († 1966)
- 1878 - Chakravarthi Rajagopalachari, politico indiano († 1972)
- 1878 - Stephen Timoshenko, ingegnere e matematico statunitense († 1972)
- 1879 - Vittorio Osvaldo Tommasini, pittore, poeta e fotografo italiano († 1964)
- 1879 - E. H. Shepard, artista e illustratore britannico († 1976)
- 1879 - Andrew Wilson, allenatore di calcio e calciatore scozzese († 1945)
- 1880 - Attilio Firpi, calciatore uruguaiano († 1962)
- 1880 - Charles King, lunghista e triplista statunitense († 1958)
- 1882 - Edmund Minahan, velocista statunitense († 1958)
- 1882 - Otto Neurath, sociologo, economista e filosofo austriaco († 1945)
- 1882 - Shigenori Tōgō, politico giapponese († 1950)
- 1882 - Louis Wilkins, astista statunitense († 1950)
- 1883 - Giovanni Messe, generale e politico italiano († 1968)
- 1883 - Rudolf Veiel, generale tedesco († 1956)
- 1883 - Andrej Januar'evič Vyšinskij, giurista, politico e diplomatico sovietico († 1954)
- 1884 - Albert Steffen, scrittore, poeta e drammaturgo svizzero († 1963)
- 1885 - Eugène Auwerkeren, ginnasta belga († 1981)
- 1885 - Amilcare Beretta, nuotatore, pugile e pallanuotista italiano († 1959)
- 1885 - Filippo di Borbone-Due Sicilie, principe († 1949)
- 1885 - Kurt Knoblauch, militare tedesco († 1952)
- 1886 - Victor McLaglen, attore britannico († 1959)
- 1887 - Mildred Couper, compositrice e pianista statunitense († 1974)
- 1887 - Enrico Felicella, politico italiano († 1972)
- 1887 - Arthur Hoffmann, velocista e lunghista tedesco († 1932)
- 1887 - Axel Petersen, calciatore danese († 1968)
- 1889 - Azem Galica, militare albanese († 1924)
- 1889 - Ray Collins, attore statunitense († 1965)
- 1889 - Margherita Seglin, attrice italiana († 1975)
- 1889 - Jan Vrba, scrittore ceco († 1961)
- 1890 - László Bárdossy, politico ungherese († 1946)
- 1890 - Karl-Heinrich Bodenschatz, ufficiale tedesco († 1979)
- 1890 - Rhea Mitchell, attrice e sceneggiatrice statunitense († 1957)
- 1890 - Tat'jana Pavlovna Pavlova, attrice e regista teatrale russa († 1975)
- 1891 - Harold Alexander, generale e politico britannico († 1969)
- 1891 - Mihail Manoilescu, politico e economista rumeno († 1950)
- 1891 - Nelly Sachs, poetessa e scrittrice tedesca († 1970)
- 1892 - Ettore Desderi, compositore italiano († 1974)
- 1892 - Michele Mancuso, scrittore italiano († 1949)
- 1892 - Marija Petković, religiosa croata († 1966)
- 1892 - Arnaldo Sertoli, politico e sindacalista italiano († 1981)
- 1893 - Lew Brown, compositore e paroliere statunitense († 1958)
- 1893 - Harry McCoy, attore, sceneggiatore e regista statunitense († 1943)
- 1894 - Gertrud Kolmar, poetessa tedesca († 1943)
- 1895 - Igino Cassi, dirigente sportivo e imprenditore italiano († 1963)
- 1895 - Giovanni Battista Gardoncini, operaio italiano († 1944)
- 1895 - Moyna MacGill, attrice inglese († 1975)
- 1895 - Pasquale Santucci, politico italiano († 1986)
- 1896 - Giacomo Alberti, architetto svizzero († 1973)
- 1896 - Odoardo Bacchelli, militare italiano († 1917)
- 1896 - Luciano Baldessari, architetto, scenografo e designer italiano († 1982)
- 1896 - Giovanni Caso, politico italiano († 1958)
- 1896 - Carlo Frassinelli, editore e antifascista italiano († 1983)
- 1896 - Vivienne Osborne, attrice statunitense († 1961)
- 1896 - Luís Augusto Vinhaes, allenatore di calcio brasiliano († 1960)
- 1897 - Saul Hallap, sollevatore estone († 1941)
- 1897 - Karl Heinrich Waggerl, scrittore austriaco († 1973)
- 1897 - Joseph Zerilli, mafioso italiano († 1977)
- 1898 - Nello Corti, calciatore italiano († 1971)
- 1898 - Gustav Heistermann von Ziehlberg, generale tedesco († 1945)
- 1898 - Fred Kean, calciatore inglese († 1973)
- 1899 - Desiderio Fajardo, calciatore spagnolo († 1984)
- 1899 - Mieczysław Mümler, aviatore e militare polacco († 1985)
- 1900 - James Wilfred Cook, chimico inglese († 1975)
- 1900 - Rico Lebrun, pittore e scultore italiano († 1964)

## XX secolo(796)
- 1901 - Salvatore Mannironi, politico italiano († 1971)
- 1902 - Michail Alpatov, storico dell'arte russo († 1986)
- 1902 - Giovanni Caviglia, calciatore italiano († 1973)
- 1902 - Dulce María Loynaz, scrittrice, poetessa e avvocata cubana († 1997)
- 1902 - Vito Marcantonio, politico e avvocato statunitense († 1954)
- 1902 - Mafalda Pavia, pediatra e scrittrice italiana († 1985)
- 1903 - Márton Bukovi, allenatore di calcio e calciatore ungherese († 1985)
- 1903 - George J. Lewis, attore messicano († 1995)
- 1903 - Una Merkel, attrice statunitense († 1986)
- 1903 - Mary Norton, scrittrice inglese († 1992)
- 1903 - William Plomer, scrittore, poeta e librettista sudafricano († 1973)
- 1903 - René Sylviano, compositore francese († 1993)
- 1904 - Carin Nilsson, nuotatrice svedese († 1999)
- 1904 - Antonín Novotný, politico ceco († 1975)
- 1904 - John Peel, ginecologo britannico († 2005)
- 1904 - Henri Scharry, calciatore lussemburghese († 1954)
- 1904 - Giuseppe Torriani, calciatore italiano († 1942)
- 1905 - Renato Birolli, pittore italiano († 1959)
- 1906 - Jules Ladoumègue, mezzofondista francese († 1973)
- 1906 - Franco Varaldo, politico italiano († 1991)
- 1907 - Sidney Fox, attrice statunitense († 1942)
- 1907 - Rumer Godden, scrittrice, poetessa e sceneggiatrice inglese († 1998)
- 1907 - Lucien Laurent, calciatore francese († 2005)
- 1907 - Amedeo Nazzari, attore italiano († 1979)
- 1907 - Bruno Scher, calciatore e allenatore di calcio italiano († 1978)
- 1908 - Mario Evaristo, calciatore argentino († 1993)
- 1908 - Olivier Messiaen, compositore, pianista e organista francese († 1992)
- 1908 - A. H. Weiler, giornalista e critico cinematografico statunitense († 2002)
- 1909 - Richard Malik, calciatore tedesco († 1945)
- 1909 - Hermes Pan, ballerino e coreografo statunitense († 1990)
- 1909 - Willi Wigold, calciatore tedesco († 1943)
- 1910 - Achille Barbaro, scultore italiano († 1959)
- 1910 - Luigi Demarchi, calciatore italiano († 1971)
- 1910 - Volprecht Freiherr Riedesel von Eisenbach, militare tedesco († 1945)
- 1910 - Augustin Jordan, militare e ambasciatore francese († 2004)
- 1910 - Costantino Cristiano Luna Pianegonda, vescovo cattolico italiano († 1997)
- 1910 - Colette Rosambert, tennista francese († 1987)
- 1910 - Izabella Zielińska, pianista e pedagogista polacca († 2017)
- 1911 - Robert Briggs, biologo statunitense († 1983)
- 1911 - Vittorio Capraro, fisiologo e chimico italiano († 1988)
- 1911 - Chet Huntley, giornalista statunitense († 1974)
- 1911 - Tatsugo Kawaishi, nuotatore giapponese († 1945)
- 1911 - Giovanni Riccardi, calciatore e allenatore di calcio italiano († 1980)
- 1911 - Agostino Viviani, avvocato, politico e giurista italiano († 2009)
- 1912 - Anthony Brooke, nobile malese († 2011)
- 1912 - Leo Catozzo, montatore e sceneggiatore italiano († 1997)
- 1912 - Heinrich Fichtenau, storico e diplomatista austriaco († 2000)
- 1912 - Ray Nance, trombettista, violinista e cantante statunitense († 1976)
- 1912 - Irving Fazola, clarinettista statunitense († 1949)
- 1912 - Tetsuji Takechi, regista giapponese († 1988)
- 1913 - George Libman Engel, psichiatra statunitense († 1999)
- 1913 - Vaclaŭ Hebel't, compositore di scacchi bielorusso († 1999)
- 1913 - Gino Piccinini, calciatore italiano
- 1913 - Pannonica de Koenigswarter, mecenate britannica († 1988)
- 1914 - Felice Chilanti, partigiano, giornalista e scrittore italiano († 1982)
- 1914 - Reginald John Delargey, cardinale neozelandese († 1979)
- 1914 - Francesco Doccini, ciclista su strada italiano († 2000)
- 1914 - Astrid Henning-Jensen, regista e sceneggiatrice danese († 2002)
- 1914 - Dorothy Lamour, attrice e cantante statunitense († 1996)
- 1915 - Bill Laughlin, cestista e allenatore di pallacanestro statunitense († 1993)
- 1915 - Mario Nuzzolese, giornalista e critico cinematografico italiano († 2008)
- 1915 - Giuseppe Schiavinato, mineralogista e politico italiano († 1996)
- 1916 - Hans Peter Bimler, medico e dentista tedesco († 2003)
- 1916 - André Giroux, scrittore canadese († 1977)
- 1916 - Parker Hall, giocatore di football americano statunitense († 2005)
- 1916 - Giovanni Muroni, calciatore italiano
- 1916 - Antero Ojala, pattinatore di velocità su ghiaccio finlandese († 1982)
- 1916 - Francesco Pecchiari, militare e aviatore italiano († 1942)
- 1917 - William Cavendish, marchese di Hartington, nobile britannico († 1944)
- 1917 - Eladio Dieste, ingegnere e architetto uruguaiano († 2000)
- 1917 - David Roy Shackleton Bailey, filologo classico britannico († 2005)
- 1917 - Yahya Petra di Kelantan, sovrano malese († 1979)
- 1917 - Pedro Zadunaisky, astrofisico e matematico argentino († 2009)
- 1918 - Hal Baylor, attore statunitense († 1998)
- 1918 - Jeu van Bun, calciatore olandese († 2002)
- 1918 - Luigi Cattaneo, calciatore italiano († 1993)
- 1918 - Anne Gwynne, attrice statunitense († 2003)
- 1918 - Per-Olof Olsson, nuotatore svedese († 1982)
- 1918 - Anatolij Tarasov, allenatore di calcio, calciatore e hockeista su ghiaccio sovietico († 1995)
- 1918 - Knut Erik Tranøy, filosofo norvegese († 2012)
- 1919 - Sesto Bruscantini, basso-baritono italiano († 2003)
- 1919 - Alexander Courage, compositore e arrangiatore statunitense († 2008)
- 1919 - Jack Maddox, cestista statunitense († 2006)
- 1919 - Francesco Saverio Mangieri, compositore, paroliere e direttore d'orchestra italiano († 2008)
- 1919 - Alberto Radi, canottiere italiano († 1989)
- 1920 - Antônio Batista Fragoso, vescovo cattolico e teologo brasiliano († 2006)
- 1920 - Gigi Ghirotti, giornalista e scrittore italiano († 1974)
- 1920 - Ragnhild Hveger, nuotatrice danese († 2011)
- 1920 - Clarice Lispector, scrittrice, giornalista e traduttrice ucraina († 1977)
- 1920 - Reginald Rose, sceneggiatore statunitense († 2002)
- 1920 - Gerald Thomas, regista e montatore britannico († 1993)
- 1920 - Stanko Todorov, politico bulgaro († 1996)
- 1921 - Eridano Bazzarelli, traduttore e slavista italiano († 2013)
- 1921 - Kamal Mahgoub, sollevatore egiziano († 2007)
- 1921 - Giuseppe Prisco, avvocato e dirigente sportivo italiano († 2001)
- 1921 - Frank Rawcliffe, calciatore inglese († 1986)
- 1921 - Marino Ronchi, pittore, illustratore e critico d'arte italiano († 2015)
- 1921 - Gian Luigi Rondi, critico cinematografico italiano († 2016)
- 1922 - Edith Ballantyne, attivista ceca († 2025)
- 1922 - George Knobel, allenatore di calcio olandese († 2012)
- 1922 - Agnes Nixon, autrice televisiva e produttrice televisiva statunitense († 2016)
- 1922 - Franco Pisano, compositore, direttore d'orchestra e chitarrista italiano († 1977)
- 1922 - Harry Siljander, pugile finlandese († 2010)
- 1922 - Pierre de Villemarest, giornalista e scrittore francese († 2008)
- 1923 - Johnny Dixon, calciatore inglese († 2009)
- 1923 - Harold Gould, attore statunitense († 2010)
- 1923 - Kurt Rey, calciatore svizzero
- 1923 - Jorge Semprún, scrittore e politico spagnolo († 2011)
- 1923 - Clorindo Testa, architetto, pittore e scultore italiano († 2013)
- 1924 - Giuseppe Avolio, politico italiano († 2006)
- 1924 - Michail Ivanovič Eršov, regista sovietico († 2004)
- 1924 - Sergio Manente, allenatore di calcio e calciatore italiano († 1993)
- 1924 - Michael Manley, politico giamaicano († 1997)
- 1924 - Roberto Lucio Rosaia, politico e medico italiano († 1999)
- 1924 - Sergio Vergazzola, calciatore e allenatore di calcio italiano († 2004)
- 1925 - Luigi Bussetti, ex calciatore italiano
- 1925 - Jean Byron, attrice statunitense († 2006)
- 1925 - Manuel Garriga, calciatore francese († 2018)
- 1925 - Carolyn Kizer, poetessa e traduttrice statunitense († 2014)
- 1925 - Edoardo Mulargia, regista, direttore della fotografia e produttore cinematografico italiano († 2005)
- 1925 - Remo Segnana, politico italiano († 2018)
- 1926 - Guitar Slim, chitarrista statunitense († 1959)
- 1926 - Leon Kossoff, pittore britannico († 2019)
- 1926 - Locke Olson, cestista statunitense († 2008)
- 1926 - Neena Schwartz, fisiologa, sessuologa e attivista statunitense († 2018)
- 1926 - Nikolaj Tiščenko, calciatore e allenatore di calcio sovietico († 1981)
- 1926 - Donato Zampini, ciclista su strada italiano († 2007)
- 1927 - Ray Amm, pilota motociclistico rhodesiano († 1955)
- 1927 - Marian Kozłowski, dirigente sportivo e giornalista polacco († 2004)
- 1927 - Luciano Marchetti, ex calciatore italiano
- 1927 - Yitzhak Rudashevski, scrittore lituano († 1943)
- 1928 - Dan Blocker, attore statunitense († 1972)
- 1928 - Alexander Grasshoff, regista, sceneggiatore e produttore cinematografico statunitense († 2008)
- 1928 - Jeremy Morse, banchiere, enigmista e compositore di scacchi britannico († 2016)
- 1928 - Barbara Nichols, attrice statunitense († 1976)
- 1928 - Ray Ragelis, cestista e allenatore di pallacanestro statunitense († 1983)
- 1928 - Milan Rúfus, poeta, saggista e scrittore slovacco († 2009)
- 1928 - Michael Snow, pittore, scultore e regista canadese († 2023)
- 1929 - Riccardo Venturini, medico e psicologo italiano († 2015)
- 1930 - Severino Baraldi, illustratore italiano († 2023)
- 1930 - Giorgio Chanu, politico italiano († 1997)
- 1930 - Ray Felix, cestista statunitense († 1991)
- 1930 - Ladislav Fouček, pistard cecoslovacco († 1974)
- 1930 - Per Jensen, calciatore danese († 2009)
- 1930 - Mario Laganà, politico italiano
- 1930 - Sergio Liberovici, etnomusicologo e compositore italiano († 1991)
- 1930 - Emilio Rodríguez Almeida, archeologo e storico spagnolo († 2016)
- 1931 - Peter Baker, calciatore inglese († 2016)
- 1931 - Jim Fritsche, cestista e allenatore di pallacanestro statunitense († 2019)
- 1931 - Gustavus Hamilton-Russell, X visconte Boyne, ufficiale irlandese († 1995)
- 1931 - Luciano Tesi, veterinario italiano
- 1932 - Ezio Bettini, calciatore italiano († 2018)
- 1932 - Vjačeslav Kurennoj, pallanuotista sovietico († 1992)
- 1932 - Paolo Montecchi, fumettista italiano († 2014)
- 1932 - Omar Pirrera, poeta, scrittore e saggista italiano († 2021)
- 1932 - Vladimir Torban, cestista sovietico († 2011)
- 1933 - Mino Loy, produttore cinematografico e regista italiano
- 1933 - Ezio Luzzi, giornalista e conduttore radiofonico italiano
- 1933 - Mako, attore giapponese († 2006)
- 1933 - Eduardo Pavlovsky, psichiatra e drammaturgo argentino († 2015)
- 1933 - Bruno Radicioni, pittore, scultore e ceramista italiano († 1997)
- 1934 - Gerhard Kubik, etnomusicologo austriaco
- 1934 - Consuelo Nouel, modella venezuelana († 2018)
- 1934 - Corrado Simioni, attivista italiano († 2008)
- 1934 - Howard Martin Temin, virologo statunitense († 1994)
- 1934 - Renato Volpini, pittore, scultore e incisore italiano († 2017)
- 1935 - Vincenzo Celano, scrittore e divulgatore scientifico italiano
- 1935 - Jaromil Jireš, regista e sceneggiatore ceco († 2001)
- 1935 - Benjamin Lev, attore libanese
- 1935 - Fabio Maravalle, politico italiano († 2011)
- 1935 - Shūji Terayama, regista, poeta e drammaturgo giapponese († 1983)
- 1936 - Hunter Enis, ex giocatore di football americano statunitense
- 1936 - Luigi Lombardi Satriani, antropologo e politico italiano († 2022)
- 1936 - Italo Mazzero, calciatore italiano († 2005)
- 1936 - Roman Załuski, regista e sceneggiatore polacco († 2022)
- 1937 - Luigi Milan, calciatore e allenatore di calcio italiano († 2023)
- 1937 - Calixto Méndez, allenatore di calcio e calciatore spagnolo († 2015)
- 1937 - Karel Schwarzenberg, politico, nobile e imprenditore ceco († 2023)
- 1937 - German Umnov, compositore di scacchi russo († 2016)
- 1938 - Grady Alderman, giocatore di football americano statunitense († 2018)
- 1938 - Bill Mathis, giocatore di football americano statunitense († 2020)
- 1938 - Jurij Chatuevič Temirkanov, direttore d'orchestra russo († 2023)
- 1939 - Dick Bavetta, ex arbitro di pallacanestro statunitense
- 1939 - David Burnside, allenatore di calcio e calciatore inglese († 2009)
- 1939 - Barry Cunliffe, archeologo britannico
- 1939 - Gernot Fraydl, allenatore di calcio e ex calciatore austriaco
- 1939 - Andrei Igorov, canoista rumeno († 2011)
- 1939 - Jaroslav Jiřík, hockeista su ghiaccio cecoslovacco († 2011)
- 1939 - Giovanni Meregalli, ex calciatore e allenatore di calcio italiano
- 1939 - Enrico Mistretta, editore, diplomatico e funzionario italiano
- 1939 - Paolo Peruzza, politico italiano († 2022)
- 1939 - Régine Robin, storica, romanziera e traduttrice canadese († 2021)
- 1939 - Pat Rowe, ex cestista australiana
- 1939 - Oleg Stepanov, judoka sovietico († 2010)
- 1939 - Aleksandr Vladimirovič Surin, regista sovietico († 2015)
- 1939 - András Szente, canoista ungherese († 2012)
- 1940 - Giancarlo Cardini, pianista e compositore italiano († 2022)
- 1940 - Anna Dmitrieva, tennista e telecronista sportiva sovietica († 2024)
- 1940 - Dave Fedor, ex cestista statunitense
- 1940 - Uriel Frisch, fisico e matematico francese
- 1940 - Nazaré Pereira, cantante, compositrice e danzatrice brasiliana
- 1940 - Santi Puglisi, ex cestista, allenatore di pallacanestro e dirigente sportivo italiano
- 1940 - Gianna Raffaelli, attrice teatrale e scrittrice italiana
- 1940 - Giampaolo Tronchin, canottiere italiano († 2021)
- 1940 - Giuliano Turone, scrittore e ex magistrato italiano
- 1941 - Franco Ambrosetti, trombettista e compositore svizzero
- 1941 - Nico D'Alessandria, regista e sceneggiatore italiano († 2003)
- 1941 - Fionnula Flanagan, attrice irlandese
- 1941 - Peter Michael Goetz, attore e regista statunitense
- 1941 - Tommy Kirk, attore statunitense († 2021)
- 1941 - Boris Kušner, matematico, poeta e saggista russo († 2019)
- 1941 - James Martorano, mafioso statunitense
- 1941 - Tommy Rettig, attore, informatico e programmatore statunitense († 1996)
- 1941 - Peter Sarstedt, cantautore britannico († 2017)
- 1941 - Chad Stuart, cantante, doppiatore e attore britannico († 2020)
- 1942 - Giulio Casati, fisico italiano
- 1942 - Errol Charles, politico santaluciano
- 1942 - Daniela Nobili, attrice, doppiatrice e direttrice del doppiaggio italiana
- 1942 - Aritatsu Ogi, ex calciatore giapponese
- 1942 - Catherine Share, criminale statunitense
- 1942 - Klaus Ulonska, velocista e dirigente sportivo tedesco († 2015)
- 1943 - Pier Luigi Branduardi, calciatore italiano († 2024)
- 1943 - J. Richard Fisher, astronomo statunitense
- 1943 - Libero Lo Sardo, generale italiano
- 1943 - Ken Mallender, ex calciatore inglese
- 1943 - Silvano Raganini, ex tiratore a volo sammarinese
- 1943 - Lajos Szűcs, calciatore ungherese († 2020)
- 1944 - Andris Bērziņš, politico lettone
- 1944 - Mario Citroni, latinista italiano
- 1944 - Roland Gumpert, ingegnere e imprenditore tedesco
- 1944 - Andro Linklater, scrittore e storico scozzese († 2013)
- 1944 - Roy Sinclair, calciatore inglese († 2013)
- 1944 - Albertina Soliani, politica italiana
- 1944 - Tisha Sterling, attrice statunitense
- 1945 - Marek Grechuta, cantautore, compositore e paroliere polacco († 2006)
- 1945 - Guillermo Hernández Robaina, allenatore di calcio e ex calciatore spagnolo
- 1945 - Jimmy Rooney, ex calciatore australiano
- 1946 - Sergio D'Antoni, sindacalista, politico e dirigente sportivo italiano
- 1946 - Guy Hocquenghem, sociologo e scrittore francese († 1988)
- 1946 - Douglas Kenney, scrittore, sceneggiatore e produttore cinematografico statunitense († 1980)
- 1946 - Gloria Loring, attrice e cantante statunitense
- 1946 - Giuseppe Olivieri, mafioso italiano († 1990)
- 1946 - Hovhannes Zanazanyan, calciatore e allenatore di calcio sovietico († 2015)
- 1947 - Christian Badea, violinista e direttore d'orchestra rumeno
- 1947 - Jürgen Barth, pilota automobilistico tedesco
- 1947 - Stefan Gaisreiter, bobbista tedesco
- 1947 - Zinaida Voronina, ginnasta sovietica († 2001)
- 1948 - Nora Astorga, guerrigliera nicaraguense († 1988)
- 1948 - Dušan Bajević, allenatore di calcio e ex calciatore bosniaco
- 1948 - Franco Ciliberti, politico italiano
- 1948 - Carlos Coria, ex hockeista su pista e allenatore di hockey su pista argentino
- 1948 - Eliseo Croci, ex calciatore italiano
- 1948 - Richard Francis-Bruce, montatore australiano
- 1948 - Silvano Frontalini, direttore d'orchestra, direttore artistico e organista italiano
- 1948 - Muhammad Zaydan, politico e terrorista palestinese († 2004)
- 1949 - Mohammed Shahabuddin, giurista e politico bangladese
- 1949 - Paco D'Alcatraz, cantautore, comico e scrittore italiano
- 1949 - Ornella De Zordo, anglista, traduttrice e politica italiana
- 1949 - Mario Giacomi, calciatore italiano († 1977)
- 1949 - David Perdue, politico statunitense
- 1950 - Gregg Berger, attore e doppiatore statunitense
- 1950 - John Boozman, politico statunitense
- 1950 - George Cartwright, sassofonista e compositore statunitense
- 1950 - Robert Cusack, ex nuotatore australiano
- 1950 - Lloyd Neal, ex cestista statunitense
- 1950 - Marcia Shieldknight, ex cestista statunitense
- 1951 - Vincenzo Balzani, pianista italiano
- 1951 - Jim Boatwright, cestista e allenatore di pallacanestro statunitense († 2013)
- 1951 - Javier Escalza, calciatore spagnolo († 2007)
- 1951 - Ellen Nikolaysen, cantante norvegese
- 1951 - Mike Sylvester, ex cestista e allenatore di pallacanestro statunitense
- 1951 - Bogusław Zych, schermidore polacco († 1995)
- 1952 - Susan Dey, attrice statunitense
- 1952 - Martine Dupuy, mezzosoprano francese
- 1952 - Bernd Jakubowski, calciatore tedesco orientale († 2007)
- 1953 - Rainer Adrion, ex calciatore, dirigente sportivo e allenatore di calcio tedesco
- 1953 - Eugenio Colombo, sassofonista, flautista e compositore italiano
- 1953 - Giuseppe D'Avanzo, giornalista e scrittore italiano († 2011)
- 1953 - Friedhelm Funkel, allenatore di calcio e ex calciatore tedesco
- 1953 - Luis Gutiérrez, politico e attivista statunitense
- 1953 - Nicolas Schmit, politico lussemburghese
- 1953 - Diane Schuur, cantante e pianista statunitense
- 1953 - Steve Sherwood, ex calciatore inglese
- 1953 - Janny Wurts, illustratrice e scrittrice statunitense
- 1954 - Chema Adeva, attore spagnolo
- 1954 - Roberto Bocus, giocatore di curling italiano
- 1954 - Kristine DeBell, attrice statunitense
- 1954 - Vitalij Petrakov, ex pistard russo
- 1955 - Ana Gabriel, cantante messicana
- 1955 - Mauro Ferroni, ex calciatore italiano
- 1955 - Lothar Krieg, ex velocista tedesco
- 1955 - Javier Salto Martínez-Avial, generale spagnolo
- 1955 - Reinhold Mitterlehner, politico austriaco
- 1956 - Rod Blagojevich, politico statunitense
- 1956 - Annie Belle, attrice francese († 2024)
- 1956 - Roberto Cassinelli, avvocato, giurista e politico italiano
- 1956 - Jan van Dijk, allenatore di calcio e ex calciatore olandese
- 1956 - Necati Güler, ex cestista turco
- 1956 - Sergio Mancinelli, giornalista, conduttore televisivo e conduttore radiofonico italiano
- 1956 - Donato Ogliari, abate italiano
- 1956 - Enrico Palandri, scrittore italiano
- 1956 - Yannis Stournaras, economista, banchiere e politico greco
- 1957 - Dirk Bauermann, allenatore di pallacanestro e ex cestista tedesco
- 1957 - Amina Bouayach, diplomatica marocchina
- 1957 - João Canijo, regista portoghese
- 1957 - Kathy Dahlkemper, politica statunitense
- 1957 - Michael Clarke Duncan, attore statunitense († 2012)
- 1957 - Nick Hamm, regista, produttore televisivo e produttore cinematografico britannico
- 1957 - Paul Hardcastle, compositore e musicista britannico
- 1957 - Ivan Lebanov, ex fondista bulgaro
- 1957 - Franco Moscone, arcivescovo cattolico italiano
- 1957 - Viktor Pankraškin, cestista sovietico († 1993)
- 1957 - Miodrag Perunović, ex pugile jugoslavo
- 1957 - José Mário Vaz, politico guineense
- 1957 - Mike Watt, bassista, cantante e compositore statunitense
- 1958 - Carlos de los Cobos, allenatore di calcio e ex calciatore messicano
- 1958 - Nobuyuki Fukumoto, fumettista giapponese
- 1958 - Cornelia Funke, scrittrice tedesca
- 1958 - Ronald Gamarra, avvocato e politico peruviano
- 1958 - William Méndez, ex calciatore venezuelano
- 1958 - Phạm Minh Chính, politico e militare vietnamita
- 1958 - Eva Robin's, attrice, cantante e personaggio televisivo italiana
- 1958 - Roger Salnot, allenatore di calcio francese
- 1958 - John J. York, attore statunitense
- 1958 - Annelore Zinke, ex ginnasta tedesca
- 1959 - Mark Aguirre, ex cestista e allenatore di pallacanestro statunitense
- 1959 - Christophe Auguin, navigatore francese
- 1959 - Mariann Budde, vescova anglicana statunitense
- 1959 - Raffaele Esposito, attore, commediografo e regista teatrale italiano
- 1959 - Wolf Hoffmann, chitarrista tedesco
- 1959 - Andrea Ichino, economista italiano
- 1959 - Pierangelo Pin, ex arbitro di calcio italiano
- 1960 - Rati Agnihotri, attrice indiana
- 1960 - Kenneth Branagh, attore, regista e sceneggiatore nordirlandese
- 1960 - Stefan Dotzler, ex fondista tedesco occidentale
- 1960 - Lang Ping, ex pallavolista e allenatrice di pallavolo cinese
- 1960 - Claude Robin, allenatore di calcio, dirigente sportivo e ex calciatore francese
- 1960 - Kōichi Satō, attore giapponese
- 1960 - Michael Schoeffling, attore e ex modello statunitense
- 1960 - Mark Takano, politico statunitense
- 1961 - Bob Beyer, allenatore di pallacanestro statunitense
- 1961 - Cecilia Bouzat, biofisica e biochimica argentina
- 1961 - Jos Kuipers, ex cestista olandese
- 1961 - Pasang Lhamu Sherpa, alpinista nepalese († 1993)
- 1961 - Mark McKoy, ex ostacolista canadese
- 1961 - Michele Mognato, politico italiano
- 1961 - Iván Olivares, ex cestista venezuelano
- 1961 - Nia Peeples, attrice, cantante e artista marziale statunitense
- 1961 - Maria Perosino, scrittrice e storica dell'arte italiana († 2014)
- 1961 - Harley Rouda, politico statunitense
- 1961 - Oded Schramm, matematico israeliano († 2008)
- 1961 - Lucia Zorzi, autrice televisiva, regista televisiva e giornalista italiana
- 1962 - Vittorio Allievi, ex ginnasta italiano
- 1962 - Tiziana Avarista, doppiatrice, attrice teatrale e direttrice del doppiaggio italiana
- 1962 - Alberto Bagnai, economista e politico italiano
- 1962 - Roberto Burioni, virologo, immunologo e divulgatore scientifico italiano
- 1962 - Scott Capurro, attore, comico e scrittore statunitense
- 1962 - Cássia Eller, cantante e musicista brasiliana († 2001)
- 1962 - Igor Jelavić, ex calciatore croato
- 1962 - Masakazu Katsura, fumettista e character designer giapponese
- 1962 - Charles Matthau, attore, regista e produttore cinematografico statunitense
- 1962 - Mikho Mossulishvili, scrittore, drammaturgo e sceneggiatore georgiano
- 1962 - Jolanda Tokkie, ex cestista olandese
- 1962 - John de Wolf, allenatore di calcio e ex calciatore olandese
- 1962 - Rahat Álıev, diplomatico kazako († 2015)
- 1963 - Dario Bressanini, chimico e divulgatore scientifico italiano
- 1963 - Gianfranco Garia, militare italiano
- 1963 - Jahangir Khan, giocatore di squash pakistano
- 1963 - Michael Lofton, ex schermidore statunitense
- 1963 - Bobby Mimms, allenatore di calcio e ex calciatore inglese
- 1963 - Tim Pawsat, ex tennista statunitense
- 1963 - Robin White, ex tennista statunitense
- 1964 - Stef Blok, politico olandese
- 1964 - Dario Floreano, informatico italiano
- 1964 - Edith González, attrice e conduttrice televisiva messicana († 2019)
- 1964 - Viktor Klimov, ex ciclista su strada ucraino
- 1964 - Prudence Liew, cantante e attrice hongkonghese
- 1964 - Taisija Povalij, cantante e attrice ucraina
- 1965 - Niels Ferguson, crittografo e scrittore olandese
- 1965 - José Aurelio Gay, allenatore di calcio e ex calciatore spagnolo
- 1965 - Alain Hamer, ex arbitro di calcio lussemburghese
- 1965 - Jørn Karlsrud, ex calciatore norvegese
- 1965 - Hippolyt Kempf, ex combinatista nordico svizzero
- 1965 - J Mascis, cantautore statunitense
- 1965 - Luca Montanari, montatore italiano
- 1965 - Michal Šanda, scrittore ceco
- 1966 - Robin Brooke, ex rugbista a 15 neozelandese
- 1966 - Benjamin Clément, ex calciatore francese
- 1966 - Massimiliano Favo, allenatore di calcio e ex calciatore italiano
- 1966 - Kevin De León, politico e ambientalista statunitense
- 1966 - Maria Grazia Roberti, maratoneta e fondista di corsa in montagna italiana
- 1967 - Bader Al-Halabeej, ex calciatore kuwaitiano
- 1967 - Ljubov' Beljakova, ex biatleta russa
- 1967 - Daniel Dutuel, ex calciatore francese
- 1967 - Shannon Hamm, chitarrista statunitense
- 1967 - Donghua Li, ex ginnasta cinese
- 1967 - Messiah Marcolin, cantante svedese
- 1967 - Arnold Pinnock, attore canadese
- 1967 - Antonio Rosmini, mafioso italiano
- 1967 - Naoko Yoshino, arpista giapponese
- 1968 - Mark Gantt, attore, regista e produttore cinematografico statunitense
- 1968 - Luciano Inostroza, ex schermidore cileno
- 1968 - Oleg Kazmirchuk, ex calciatore kirghiso
- 1968 - Massimiliano Panizzut, politico italiano
- 1968 - Laurent Sachy, ex calciatore francese
- 1968 - Fernando Scarpa, regista, regista teatrale e attore teatrale italiano
- 1969 - Paulo Alves, allenatore di calcio e ex calciatore portoghese
- 1969 - Guido Ascari, economista italiano
- 1969 - Hanna Balabanova, ex canoista ucraina
- 1969 - Evgenij Balickij, politico russo
- 1969 - Rob Blake, dirigente sportivo e ex hockeista su ghiaccio canadese
- 1969 - Françoiz Breut, cantante, disegnatrice e illustratrice francese
- 1969 - Aluma Goren, ex cestista israeliana
- 1969 - Andrej Kavun, regista russo
- 1969 - Rosanna Ragusa, giornalista italiana
- 1969 - Austin Scott, politico statunitense
- 1969 - Lorenza Vigarani, ex nuotatrice italiana
- 1970 - Marianne Aeschbacher, nuotatrice artistica francese
- 1970 - Mihai Frățilă, vescovo cattolico rumeno
- 1970 - Djamel Haimoudi, ex arbitro di calcio algerino
- 1970 - Tor Ole Skullerud, allenatore di calcio e ex calciatore norvegese
- 1970 - Bryant Stith, ex cestista e allenatore di pallacanestro statunitense
- 1970 - András Telek, ex calciatore ungherese
- 1970 - Andrėjus Tereškinas, ex calciatore lituano
- 1970 - Pierangelo Vignati, paraciclista italiano
- 1971 - Alessia Arisi, tennistavolista italiana
- 1971 - Luca Desiata, dirigente d'azienda, latinista e enigmista italiano
- 1971 - Oforia, disc jockey israeliano
- 1971 - Yulia Ryzhova, ex cestista moldava
- 1971 - Carla Sacramento, ex mezzofondista portoghese
- 1971 - Sandro Ventura, ex calciatore brasiliano
- 1972 - Karim Adda, attore, regista e sceneggiatore francese
- 1972 - Donavon Frankenreiter, cantautore e surfista statunitense
- 1972 - Brian Molko, cantautore e chitarrista britannico
- 1972 - Ihor Palycja, imprenditore e politico ucraino
- 1972 - Tara Subkoff, attrice e stilista statunitense
- 1972 - Lucio Wilson, autore televisivo italiano
- 1973 - Israel Elejalde, attore spagnolo
- 1973 - Arden Myrin, cabarettista e attrice statunitense
- 1973 - Massimo Scoponi, allenatore di calcio e ex calciatore italiano
- 1973 - Gabriela Spanic, attrice, modella e cantante venezuelana
- 1973 - Slobodan Sudec, calciatore croato († 2021)
- 1973 - Roberto Tiranti, cantante e bassista italiano
- 1973 - Gábor Totola, schermidore ungherese
- 1974 - Pernilla Andersson, cantante svedese
- 1974 - Monique Dupree, attrice e modella statunitense
- 1974 - Nina Gerhard, cantante, cantautrice e conduttrice radiofonica tedesca
- 1974 - Nii Lamptey, allenatore di calcio e ex calciatore ghanese
- 1974 - Maurizio Latelli, pallavolista italiano
- 1974 - Tadahiro Nomura, judoka giapponese
- 1974 - Jacinto Pereira, ex calciatore angolano
- 1974 - Stephen Robinson, allenatore di calcio e ex calciatore nordirlandese
- 1974 - Miloš Vučević, politico serbo
- 1974 - Pierre Waché, ingegnere francese
- 1974 - Wamberto, ex calciatore brasiliano
- 1974 - Meg White, batterista statunitense
- 1975 - Paolo Baldini, bassista e produttore discografico italiano
- 1975 - Emmanuelle Chriqui, attrice canadese
- 1975 - Stephen Huss, allenatore di tennis e ex tennista australiano
- 1975 - Gilbert Ndahayo, regista ruandese
- 1975 - Eija Salonen, ex biatleta finlandese
- 1975 - Josip Skoko, ex calciatore australiano
- 1975 - António Tavares, ex cestista portoghese
- 1975 - Iñaki Urlezaga, ballerino, direttore artistico e coreografo argentino
- 1976 - Vyacheslav Amin, ex calciatore kirghiso
- 1976 - Raphaël Astier, pentatleta francese
- 1976 - Álvaro Benito, allenatore di calcio e ex calciatore spagnolo
- 1976 - Stefano Bersola, cantante italiano
- 1976 - Shane Byrne, pilota motociclistico britannico
- 1976 - Alessia Fabiani, attrice, showgirl e ex modella italiana
- 1976 - Tetsuhiro Kina, ex calciatore giapponese
- 1976 - Kuniva, rapper statunitense
- 1976 - Patrick Marxer, ex calciatore liechtensteinese
- 1976 - Evidence, rapper, beatmaker e writer statunitense
- 1977 - Hania Aidi, atleta paralimpica tunisina
- 1977 - Joaquín Botero, ex calciatore boliviano
- 1977 - Vinnie D'Angelo, attore pornografico statunitense
- 1977 - Serhij Datsenko, ex calciatore e allenatore di calcio ucraino
- 1977 - Daniele Doveri, arbitro di calcio italiano
- 1977 - Andrea Henkel, ex biatleta tedesca
- 1977 - Vincenzo Italiano, allenatore di calcio e ex calciatore italiano
- 1977 - Frida Östberg, ex calciatrice svedese
- 1977 - Andrea Valentini, ex pentatleta italiano
- 1978 - Amir, rapper e scrittore italiano
- 1978 - Nicole Hackett, triatleta australiana
- 1978 - Goran Janković, ex calciatore serbo
- 1978 - Anna Jesień, ex ostacolista polacca
- 1978 - José Mari, ex calciatore spagnolo
- 1978 - Joseph Mutua, ex mezzofondista keniota
- 1978 - Summer Phoenix, attrice, modella e stilista statunitense
- 1978 - Daniel Pliński, ex pallavolista polacco
- 1978 - Grégory Proment, allenatore di calcio e ex calciatore francese
- 1978 - Essa Ríos, wrestler messicano
- 1978 - Elizabeth Stanley, attrice statunitense
- 1978 - Wayne Wilcox, attore e cantante statunitense
- 1979 - Tat'jana Andrianova, ex mezzofondista russa
- 1979 - Matt Bentley, wrestler statunitense
- 1979 - Peter Clark, ex calciatore inglese
- 1979 - Steve Cooper, allenatore di calcio e ex calciatore gallese
- 1979 - Adriano Ferreira Pinto, calciatore brasiliano
- 1979 - Lee Bae-young, ex sollevatore sudcoreano
- 1979 - Ildefons Lima, ex calciatore spagnolo
- 1979 - Sara Mortensen, attrice francese
- 1979 - Keiko Nemoto, doppiatrice giapponese
- 1979 - Stauroula Prassa, ex cestista greca
- 1979 - Victor Samnick, ex cestista camerunese
- 1979 - Alin Stoica, ex calciatore rumeno
- 1980 - Massari, cantante libanese
- 1980 - Matteo Bortolotti, scrittore italiano
- 1980 - Sarah Chang, violinista statunitense
- 1980 - Daisuke Hoshi, ex calciatore giapponese
- 1980 - Miren Ibarguren, attrice spagnola
- 1980 - Jaime Jiménez, ex calciatore spagnolo
- 1980 - Paolo Longo Borghini, ex ciclista su strada italiano
- 1980 - Laurent Marcangeli, politico e avvocato francese
- 1980 - Jon Midttun Lie, calciatore norvegese
- 1980 - Alexa Rae, ex attrice pornografica statunitense
- 1980 - Nóra Simóka, pentatleta ungherese
- 1980 - Michele Vaccari, scrittore italiano
- 1981 - René Bourque, hockeista su ghiaccio canadese
- 1981 - Sanel Jahić, ex calciatore bosniaco
- 1981 - Dzmitry Molaš, ex calciatore bielorusso
- 1981 - Ryan Pini, nuotatore papuano
- 1981 - Fábio Rochemback, ex calciatore brasiliano
- 1981 - Abdul Sibomana, ex calciatore ruandese
- 1981 - Takahito Sōma, ex calciatore giapponese
- 1981 - Paula Vesala, cantautrice e attrice finlandese
- 1981 - Ivan Živanović, ex calciatore serbo
- 1981 - Liam de Young, hockeista su prato australiano
- 1982 - Óscar Bagüí, ex calciatore ecuadoriano
- 1982 - Tim Dobbins, giocatore di football americano statunitense
- 1982 - Tomáš Hájovský, calciatore slovacco
- 1982 - Kanae Ikehata, schermitrice giapponese
- 1982 - Sultan Kösen, ex cestista turco
- 1982 - Joe Polo, giocatore di curling statunitense
- 1982 - Patrick Reimer, hockeista su ghiaccio tedesco
- 1982 - Fulvio Scola, ex fondista italiano
- 1982 - Ohanna Shivanand, modella, attrice televisiva e attrice cinematografica indiana
- 1983 - Noé Acosta, calciatore spagnolo
- 1983 - Ashley Bouder, danzatrice statunitense
- 1983 - Lewis Buxton, ex calciatore inglese
- 1983 - Manuel Félix Díaz, pugile dominicano
- 1983 - Dalton Eiley, calciatore beliziano
- 1983 - D'Brickashaw Ferguson, ex giocatore di football americano statunitense
- 1983 - Patrick Flueger, attore statunitense
- 1983 - Zoila Frausto Gurgel, artista marziale mista e thaiboxer statunitense
- 1983 - Anna Gorjačëva, mezzosoprano russo
- 1983 - Omar Jarun, allenatore di calcio e ex calciatore palestinese
- 1983 - Mahdi Karim, calciatore iracheno
- 1983 - Daniel Kiprop Limo, maratoneta e mezzofondista keniota
- 1983 - Mario Leclere, direttore della fotografia e fotografo cubano
- 1983 - Derek Malas, calciatore e giocatore di calcio a 5 vanuatuano
- 1983 - Rafael Martínez, ex ginnasta spagnolo
- 1983 - Dagmawit Moges, politica etiope
- 1983 - Habib Mohamed, ex calciatore ghanese
- 1983 - On/Off, attore e cantante giapponese
- 1983 - Xavier Samuel, attore australiano
- 1983 - Katrin Siska, musicista estone
- 1983 - Dino Skender, allenatore di calcio croato
- 1984 - Moussa Cissé, ex taekwondoka francese
- 1984 - Zane Eglīte, ex cestista lettone
- 1984 - Edina Gallovits, tennista rumena
- 1984 - Tom Hern, attore neozelandese
- 1984 - Walter Ibáñez, ex calciatore uruguaiano
- 1984 - JTG, wrestler statunitense
- 1984 - Zoltán Lipták, ex calciatore ungherese
- 1984 - Daniela Marra, attrice italiana
- 1984 - Helen Oyeyemi, scrittrice britannica
- 1984 - Dany Luis Quintero, calciatore cubano
- 1984 - Florin Surugiu, rugbista a 15 rumeno
- 1984 - Rebecca Thomas, regista statunitense
- 1984 - Romeo Travis, ex cestista statunitense
- 1984 - Oleg Vlasov, ex calciatore russo
- 1984 - Wakana Ōtaki, musicista, compositrice e cantante giapponese
- 1985 - Edward Acevedo Cruz, ex calciatore dominicano
- 1985 - Charlie Adam, ex calciatore scozzese
- 1985 - Sander Armée, ex ciclista su strada belga
- 1985 - Ollie Bridewell, pilota motociclistico britannico († 2007)
- 1985 - Bu Xiangzhi, scacchista cinese
- 1985 - Vincent Bueno, cantante austriaco
- 1985 - Roman Červenka, hockeista su ghiaccio ceco
- 1985 - Grace Chatto, musicista e cantante britannica
- 1985 - Gary Entin, attore e regista statunitense
- 1985 - Matt Forté, ex giocatore di football americano statunitense
- 1985 - Lê Công Vinh, ex calciatore vietnamita
- 1985 - Trésor Mputu Mabi, ex calciatore della Repubblica Democratica del Congo
- 1985 - Alick Maemae, calciatore salomonese
- 1985 - Spyros Magkounīs, cestista greco
- 1985 - Raven-Symoné, attrice, cantautrice e produttrice televisiva statunitense
- 1985 - Giorgio Petrosyan, kickboxer e thaiboxer armeno
- 1985 - Luca Roman, cavaliere italiano
- 1985 - Richard Ruakome, ex calciatore salomonese
- 1985 - Ahmed Sababti, giocatore di calcio a 5 belga
- 1985 - Alp Özgür Yaşin, attore turco
- 1986 - Matthew Bates, allenatore di calcio e ex calciatore inglese
- 1986 - Thiago William Martins, giocatore di calcio a 5 brasiliano
- 1986 - Roger Carvalho, calciatore brasiliano
- 1986 - Matt Clark, giocatore di baseball statunitense
- 1986 - Dane Coles, rugbista a 15 neozelandese
- 1986 - Eleonora Di Nezza, matematica italiana
- 1986 - Phillip Dillard, ex giocatore di football americano statunitense
- 1986 - Romain Duport, cestista francese
- 1986 - Anicka van Emden, judoka olandese
- 1986 - Mate Ghvinianidze, ex calciatore georgiano
- 1986 - Mohammed Kassid, calciatore iracheno
- 1986 - Pa Saikou Kujabi, ex calciatore gambiano
- 1986 - Miloš Marković, calciatore serbo
- 1986 - Wanda Nara, showgirl argentina
- 1986 - Natti Natasha, cantante dominicana
- 1986 - Sergio Otálvaro, calciatore colombiano
- 1986 - Elaine Welteroth, giornalista e conduttrice televisiva statunitense
- 1987 - Alice Betto, triatleta italiana
- 1987 - David Carter, giocatore di football americano statunitense
- 1987 - Kenrick Ellis, giocatore di football americano giamaicano
- 1987 - Federico Gerardi, calciatore italiano
- 1987 - Sergio Henao, ciclista su strada colombiano
- 1987 - Gonzalo Higuaín, ex calciatore argentino
- 1987 - Maksim Manukyan, lottatore armeno
- 1987 - Fernando Andrés Márquez, calciatore argentino
- 1987 - Ali Sadiki, calciatore zimbabwese
- 1987 - Jairo Sanchez, calciatore britannico
- 1987 - Elisa Santoni, ex ginnasta italiana
- 1987 - Calvin Smith, velocista statunitense
- 1987 - Shade, rapper e doppiatore italiano
- 1988 - Dennis Banda, calciatore zambiano
- 1988 - Wilfried Bony, ex calciatore ivoriano
- 1988 - Simon Church, ex calciatore inglese
- 1988 - Mitchell Donald, ex calciatore olandese
- 1988 - Rodolfo Gamarra, calciatore paraguaiano
- 1988 - Jalila Haider, attivista e avvocatessa pakistana
- 1988 - Jena Hansen, velista danese
- 1988 - Jon Lancaster, pilota automobilistico britannico
- 1988 - Abdel-Aziz Mehelba, tiratore a volo egiziano
- 1988 - Pak Chol-min, calciatore nordcoreano
- 1988 - Kristina Pronženko, multiplista tagika
- 1988 - Luis Silva, ex calciatore messicano
- 1988 - Neven Subotić, ex calciatore serbo
- 1988 - Wang Chongwei, ex hockeista su ghiaccio cinese
- 1989 - Jacob Borden, calciatore americo-verginiano
- 1989 - Krisztina Cseh, pentatleta ungherese
- 1989 - Soolking, rapper e ballerino algerino
- 1989 - Rosalind Groenewoud, sciatrice freestyle canadese
- 1989 - Raymond Gunemba, calciatore papuano
- 1989 - Maria Kurjo, tuffatrice tedesca
- 1989 - Marion Maréchal, politica francese
- 1989 - Alexandru Mateiu, calciatore rumeno
- 1989 - Mauro Job Pontes Júnior, calciatore brasiliano
- 1989 - Shao Ting, ex cestista cinese
- 1989 - Genki Ōmae, calciatore giapponese
- 1990 - Mohammed Abdul Basit, calciatore ghanese
- 1990 - Timo Beermann, calciatore tedesco
- 1990 - Ivan Bobko, ex calciatore ucraino
- 1990 - Travis Bond, giocatore di football americano statunitense
- 1990 - Tereza Chlebovská, modella ceca
- 1990 - Lenka Dürr, pallavolista tedesca
- 1990 - Andrew Fitzgerald, cestista statunitense
- 1990 - Daniel Alejandro Hernández, ex calciatore colombiano
- 1990 - Pe'Shon Howard, cestista statunitense
- 1990 - Javlon Ibrohimov, ex calciatore uzbeko
- 1990 - Pál Joensen, nuotatore faroese
- 1990 - Kang Ga-ae, calciatrice sudcoreana
- 1990 - Trent Lockett, cestista statunitense
- 1990 - Kazenga LuaLua, calciatore congolese (Repubblica Democratica del Congo)
- 1990 - Abdessamad Mohammed, giocatore di calcio a 5 francese
- 1990 - Wil Myers, giocatore di baseball statunitense
- 1990 - Bryony Page, ginnasta britannica
- 1990 - Francisco Palacios, calciatore panamense
- 1990 - Teyana Taylor, cantante, attrice e ballerina statunitense
- 1990 - Pontus Tidemand, pilota automobilistico svedese
- 1990 - Shōya Tomizawa, pilota motociclistico giapponese († 2010)
- 1990 - Aleksandr Volodin, scacchista estone
- 1991 - Davide Armanini, kickboxer italiano
- 1991 - Adjehi Baru, cestista ivoriano
- 1991 - Michael Berry, velocista statunitense
- 1991 - Kiki Bertens, ex tennista olandese
- 1991 - Giacomo Brancoli, rugbista a 15 italiano
- 1991 - Franco Costa, calciatore argentino
- 1991 - Irene Diwiak, scrittrice austriaca
- 1991 - Mikael Dyrestam, calciatore svedese
- 1991 - Fumettibrutti, fumettista e attivista italiana
- 1991 - Radu Gînsari, calciatore moldavo
- 1991 - Brad Inman, calciatore australiano
- 1991 - Rita Keszthelyi, pallanuotista ungherese
- 1991 - David Komatz, biatleta austriaco
- 1991 - KiKi Layne, attrice statunitense
- 1991 - Elisa Longo Borghini, ciclista su strada italiana
- 1991 - Bryan McBride, altista statunitense
- 1991 - Thomas Oar, ex calciatore australiano
- 1991 - Eric Reid, giocatore di football americano statunitense
- 1991 - Joan Sastre, cestista spagnolo
- 1991 - Josep Señé, calciatore spagnolo
- 1991 - Andrea Settembrini, calciatore italiano
- 1991 - Satoru Uyama, schermidore giapponese
- 1991 - Dion Waiters, ex cestista statunitense
- 1992 - Bashkim Ajdini, calciatore kosovaro
- 1992 - Henry Anderson, giocatore di football americano statunitense
- 1992 - Emanuele Bruno, judoka italiano
- 1992 - Anthony Chickillo, ex giocatore di football americano statunitense
- 1992 - Aliou Coly, calciatore senegalese
- 1992 - Deepak Devrani, calciatore indiano
- 1992 - Darcie Dolce, attrice pornografica statunitense
- 1992 - Matt Jones, giocatore di football americano statunitense
- 1992 - Majok Majok, cestista sudsudanese
- 1992 - Ty Montgomery, giocatore di football americano statunitense
- 1992 - Melissa Roxburgh, attrice e modella canadese
- 1992 - Steve Zack, cestista statunitense
- 1993 - Odunayo Adekuoroye, lottatrice nigeriana
- 1993 - Abraham Akopesha, maratoneta e mezzofondista keniota
- 1993 - Musab Eisa, calciatore sudanese
- 1993 - Mattia Bani, calciatore italiano
- 1993 - Alicia von Rittberg, attrice tedesca
- 1993 - Rachel Fattal, pallanuotista statunitense
- 1993 - Eddie Jackson, giocatore di football americano statunitense
- 1993 - Igor' Jurganov, calciatore russo
- 1993 - Louis Louka, copilota di rally belga
- 1993 - Chris-Ebou Ndow, cestista norvegese
- 1993 - Seán Russell, calciatore irlandese
- 1993 - Katherine Santiago, pallavolista portoricana
- 1993 - Philipp Schobesberger, calciatore austriaco
- 1993 - Daniel Tedesco, hockeista su ghiaccio canadese
- 1993 - Adrien Thomasson, calciatore francese
- 1993 - Michael Vanthourenhout, ciclocrossista e ciclista su strada belga
- 1994 - Christian Neiva Afonso, calciatore portoghese
- 1994 - Adam Ariel, cestista israeliano
- 1994 - Nestor Cortés, giocatore di baseball statunitense
- 1994 - Alessio Deledda, pilota automobilistico italiano
- 1994 - Kaloran Firiam, calciatore vanuatuano
- 1994 - Matti Klinga, calciatore finlandese
- 1994 - Park Dong-jin, calciatore sudcoreano
- 1995 - Fredrik Aursnes, calciatore norvegese
- 1995 - Xavier Crawford, giocatore di football americano statunitense
- 1995 - Matheus Cuello, ex calciatore uruguaiano
- 1995 - Stepan Dimitrov, taekwondoka moldavo
- 1995 - Yacoub Sidi Ethmane, calciatore mauritano
- 1995 - Tacko Fall, cestista senegalese
- 1995 - Lennard Freeman, cestista statunitense
- 1995 - Distria Krasniqi, judoka kosovara
- 1995 - Vincent Onovo, calciatore nigeriano
- 1995 - Attila Osváth, calciatore ungherese
- 1995 - Chiara Scacchetti, pallavolista italiana
- 1995 - Satnam Singh, wrestler e ex cestista indiano
- 1995 - Marc Stendera, calciatore tedesco
- 1995 - Elías Umeres, calciatore argentino
- 1996 - Suleiman Abdullahi, calciatore nigeriano
- 1996 - Joe Burrow, giocatore di football americano statunitense
- 1996 - Dong Bing, saltatrice con gli sci cinese
- 1996 - Thomas Doret, attore belga
- 1996 - Christian Gatto, cestista italiano
- 1996 - Kang Daniel, cantante sudcoreano
- 1996 - Roli Pereira de Sa, calciatore francese
- 1996 - Klaudia Periša, cestista croata
- 1996 - Ambra Pochero, calciatrice italiana
- 1996 - Brandon Polk, giocatore di football americano statunitense
- 1996 - Valentina Sampaio, modella e attrice brasiliana
- 1996 - Ayano Satō, pattinatrice di velocità su ghiaccio giapponese
- 1996 - Farouk Shikalo, calciatore keniota
- 1996 - Jonas Vingegaard, ciclista su strada danese
- 1996 - Isaiah Wynn, giocatore di football americano statunitense
- 1997 - Marcelo Tomás Barrios Vera, tennista cileno
- 1997 - Daniel Batty, calciatore inglese
- 1997 - Adil Demirbağ, calciatore turco
- 1997 - David Hrnčár, calciatore slovacco
- 1997 - Alaïs Kalonji, tuffatrice francese
- 1997 - Johnbosco Kalu, calciatore nigeriano
- 1997 - Martin Kolesár, calciatore slovacco
- 1997 - Arjun Maini, pilota automobilistico indiano
- 1997 - Michael Onwenu, giocatore di football americano statunitense
- 1997 - Till Pape, cestista tedesco
- 1997 - Lucas Perri, calciatore brasiliano
- 1997 - Josué Reyes, calciatore messicano
- 1997 - Till Schumacher, calciatore tedesco
- 1997 - Jorge Sánchez, calciatore messicano
- 1997 - Erick de Arruda Serafim, calciatore brasiliano
- 1998 - Lucia Bronzetti, tennista italiana
- 1998 - Motoki Hasegawa, calciatore giapponese
- 1998 - Zander Horvath, giocatore di football americano statunitense
- 1998 - Natalie Kucowski, cestista statunitense
- 1998 - Pepe Castaño, calciatore spagnolo
- 1998 - Manuel Peñalver, ciclista su strada e pistard spagnolo
- 1998 - Pierre Strong Jr., giocatore di football americano statunitense
- 1999 - Manyumow Achol, calciatore neozelandese
- 1999 - Tibor Andrásfi, schermidore ungherese
- 1999 - Domagoj Bradarić, calciatore croato
- 1999 - Ibrahima Diallo, cestista senegalese
- 1999 - Tom de Glanville, rugbista a 15 inglese
- 1999 - Reiss Nelson, calciatore inglese
- 1999 - Lloyd Pandi, cestista canadese
- 1999 - Célio Pompeu, calciatore brasiliano
- 1999 - Jakob Thelle, pallavolista norvegese
- 1999 - Arnas Velička, cestista lituano
- 2000 - Jeremie Frimpong, calciatore olandese
- 2000 - DeWayne Carter, giocatore di football americano statunitense
- 2000 - Levent Mercan, calciatore tedesco
- 2000 - Stavros Pīlios, calciatore greco
- 2000 - Nae'Qwan Tomlin, cestista statunitense
- 2000 - Luke Winkelmann, snowboarder statunitense

## XXI secolo(19)
- 2001 - Mohamed Bamba, calciatore ivoriano
- 2001 - Aryan Chopra, scacchista indiano
- 2001 - Jamie Margolin, attivista statunitense
- 2001 - Momodou Njie, calciatore gambiano
- 2001 - Diss Gacha, rapper italiano
- 2001 - Sam Sutton, calciatore neozelandese
- 2002 - Pat Bryant, giocatore di football americano statunitense
- 2002 - Dezirett Madán, pallavolista cubana
- 2003 - Camilo Viganoni, calciatore argentino
- 2004 - Mathias De Amorim, calciatore francese
- 2004 - Bruno Morales, calciatore uruguaiano
- 2004 - Janine Mächler, sciatrice alpina svizzera
- 2005 - Kyliegh Curran, attrice statunitense
- 2005 - Ivan Demidov, hockeista su ghiaccio russo
- 2005 - Lu Wei, tuffatrice cinese
- 2005 - Jeremías Lucco, calciatore argentino
- 2006 - Jerry Afriyie, calciatore ghanese
- 2014 - Gabriella di Monaco, principessa monegasca
- 2014 - Giacomo di Monaco, principe monegasco

## Senza anno specificato(3)
- Cinzia Forte, soprano italiano
- Anthony Lant, musicista inglese
- Saffo, poetessa greca antica